# United Soccer League (1984)
La United Soccer League, nota anche con l'acronimo USL, è stata una lega calcistica statunitense, attiva tra il 1984 ed il 1985.

## Storia
La USL venne fondata nel 1984 per sostituire la defunta ASL II. La prima edizione vide la partecipazione di nove squadre di cui alcune provenienti dalla ASL, come il Charlotte Gold (nuova denominazione del Carolina Lightnin'), i Dallas Americans, il Jacksonville Tea Men, l'Oklahoma City Stampede (nuova denominazione dell'Oklahoma City Slickers) ed il Rochester Flash.
La prima edizione previde una divisione in leghe su base regionale tipica del calcio nordamericano a cui ne seguiva una ad eliminazione diretta che vide il successo finale del Ft. Lauderdale Sun.
L'edizione successiva vide contrarsi il numero dei sodalizi partecipanti a sole quattro squadre, dando vita ad un torneo unico che vide l'affermazione del South Florida Sun, nuova denominazione del club di Fort Lauderdale. Nello stesso anno i dirigenti della USL volevano dar vita ad una coppa di lega che però non aveva un sufficiente numero di partecipanti. Alla fine anche la coppa fu assegnata ai Suns.
Al termine del campionato 1985 la lega fallì.

## Albo d'oro
| Stagione | Vincitore          | Runner-up        | Coppa di Lega     |
| 1984     | Ft. Lauderdale Sun | Houston Dynamos  | /                 |
| 1985     | South Florida Sun  | Dallas Americans | South Florida Sun |